# Velký Osek
Velký Osek là một làng thuộc huyện Kolín, vùng Středočeský, Cộng hòa Séc.